# Meiothecium pobeguinii
Meiothecium pobeguinii är en bladmossart som beskrevs av Brotherus 1908. Meiothecium pobeguinii ingår i släktet Meiothecium och familjen Sematophyllaceae. Inga underarter finns listade i Catalogue of Life.